# Lehké opevnění

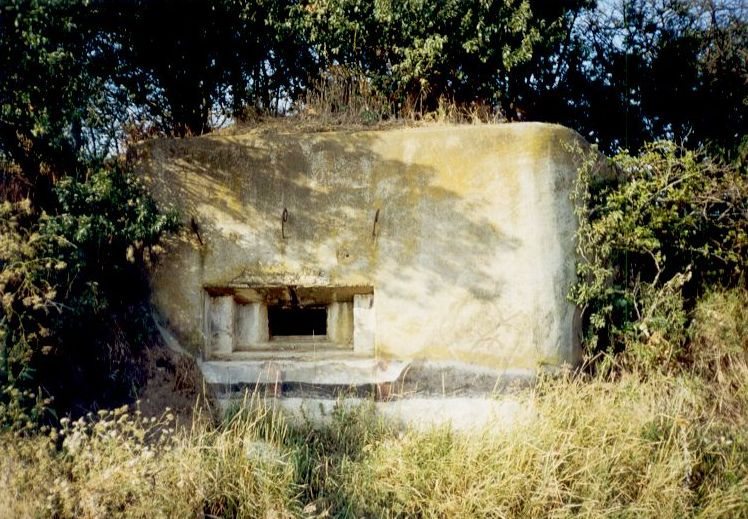
Příklad lehkého opevnění vz. 36

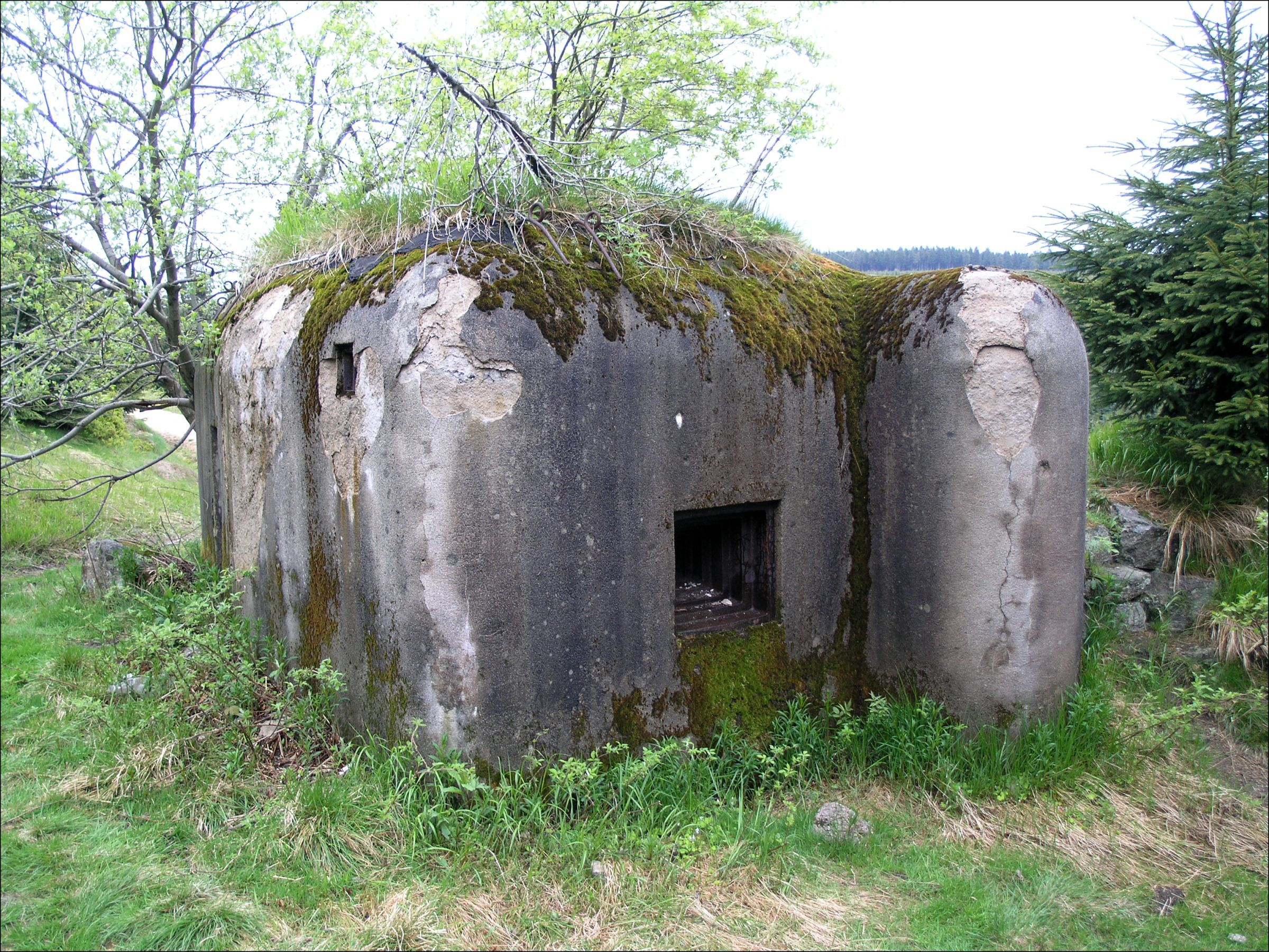
Příklad lehkého opevnění vz. 37

Za objekty lehkého opevnění jsou v rámci československého opevnění považovány odolné železobetonové bojové objekty určené řádově pro jednotky mužů.
Prvotní plány vybudovat po celé délce ohrožené hranice Československa těžké opevnění byly z důvodů její délky a z toho vyplývajících vysokých finančních nároků zrevidovány. Na méně důležitých směrech bylo rozhodnuto využít jako páteře obrany opevnění lehkého. Budovány byly dva vzory. Nejprve vzor 36, od jehož výstavby ale bylo posléze upuštěno ve prospěch dokonalejšího vzoru 37. V rámci obou vzorů bylo budováno několik typů objektů, které se lišily zejména počtem a umístěním střílen.

## Využití
Vzor 36 využíval pouze čelních a kosých paleb. Z toho vyplývala jeho největší nevýhoda, neboť objekty nebyly schopny vzájemného palebného krytí. Základní varianty obsahovaly dvě nebo tři střílny, vzácně byla budována i jednostřílnová varianta. Z hlediska stavebního  a z hlediska vybavení se jednalo o jednodušeji řešený objekt, než byl pozdější vzor 37. Ve střílnách nebyly lafety a kulomety byly umístěny na dřevěných stolcích. V bunkru nebyl ventilátor,  periskopy byly vybaveny až později stavěné objekty. Na jediné posuvné dveře, které byly umístěny v zadní stěně, navazoval přístupový zákop. V objektu se svítilo petrolejovou lampou nebo svíčkou. Tento typ lehkého opevnění se stavěl až do roku 1937, kdy ho nahradil dokonalejší "řopík".
Vzor 37 byl stavěn v nepřerušených liniích, stejně jako těžké opevnění, na principu tzv. boční palebné přehrady. Palba byla převážně zaměřena do prostoru před a za sousední objekty. Kromě vzájemného palebného krytí tak vznikal i nepřerušený postřelovaný pás, kterým byl nepřítel nucen při svém postupu projít. Osádku základního a nejčastějšího řopíku typu "A" tvořilo 7 vojáků. Každý kulomet obsluhoval střelec a nabíječ. Jeden voják obsluhoval ruční ventilátor. Každý objekt měl velitele.